# 9月15日 (旧暦)
旧暦9月15日は旧暦9月の15日目である。六曜は大安である。

## できごと
- 慶長5年（グレゴリオ暦1600年10月21日） - 関ヶ原の戦い
- 慶長18年（グレゴリオ暦1613年10月28日） - 支倉常長ら仙台藩の慶長遣欧使節が日本を出発。
- 延享4年（グレゴリオ暦1747年10月18日） - 田沼意次が小姓組番頭格となる。
- 嘉永6年（グレゴリオ暦1853年10月17日） - 大船建造の禁が廃止され、およそ250年ぶりに大型船の建造が可能となる

## 誕生日
- 建炎4年（ユリウス暦1130年10月18日） - 朱子、朱子学の祖（+ 1200年）
- 貞享2年（グレゴリオ暦1685年10月12日） - 石田梅岩、思想家（+ 1744年）
- 寛政8年（グレゴリオ暦1796年10月15日） - 伊達斉宗、第10代仙台藩主（+ 1819年）
- 文政8年（グレゴリオ暦1825年10月26日） - 岩倉具視、政治家・明治維新の元勲（+ 1883年）
- 明治元年（グレゴリオ暦1868年10月30日） - 大森房吉、地球科学者（+ 1923年）

## 忌日
- 保延6年（ユリウス暦1140年10月27日） - 鳥羽僧正覚猷、天台宗の高僧。伝『鳥獣人物戯画』作者。
- 嘉元3年（ユリウス暦1305年10月4日） - 亀山天皇、90代天皇（* 1249年）
- 天正7年（ユリウス暦1579年10月5日） - 松平信康[1]、徳川家康の嫡男（* 1559年）
- 慶長5年（グレゴリオ暦1600年10月21日） - 大谷吉継、武将
- 慶長5年（グレゴリオ暦1600年10月21日） - 平塚為広、武将
- 慶長5年（グレゴリオ暦1600年10月21日） - 島清興、武将
- 慶長5年（グレゴリオ暦1600年10月21日） - 戸田勝成、武将
- 慶長5年（グレゴリオ暦1600年10月21日） - 肝付兼護、武将（* 1561年）
- 慶長5年（グレゴリオ暦1600年10月21日） - 島津豊久、武将（* 1570年）